# 14e division de réserve (Empire allemand)
Pour les articles homonymes, voir 14e division d'infanterie.
La 14e division de réserve est une unité de l'armée allemande qui participe à la Première Guerre mondiale. Au déclenchement du conflit, elle forme avec la 13e division de réserve le VIIe corps de réserve. La division participe aux sièges de Namur et de Maubeuge avant d'être dirigée sur l'Aisne où elle stationne jusqu'en novembre 1915.
En 1916, la 14e division de réserve est engagée dans la bataille de Verdun sur la rive droite de la Meuse. En 1917, la division occupe un secteur calme en Champagne. En 1918, la division est engagée successivement lors de l'opération Michael et durant la bataille de l'Aisne. En juillet 1918, la division participe à la bataille du Soissonnais ; après un bref séjour en Alsace, la division est employée dans les combats défensifs dans les Ardennes jusqu'à la fin du conflit. Après la signature de l'armistice, la division est transférée en Allemagne où elle est dissoute l'année suivante.

## Première Guerre mondiale

### Composition

#### Mobilisation en 1914 - 1915
- 28e brigade d'infanterie de réserve

39e régiment de fusiliers
159e régiment d'infanterie (de)
- 27e brigade d'infanterie de réserve

16e régiment d'infanterie de réserve
53e régiment d'infanterie de réserve
- 8e régiment de hussards de réserve
- 14e régiment d'artillerie de campagne de réserve (6 batteries)
- 1re et 2e compagnies de réserve du 8e bataillon de pionniers

#### 1916
- 27e brigade d'infanterie de réserve

16e régiment d'infanterie de réserve
53e régiment d'infanterie de réserve
159e régiment d'infanterie (8e régiment d'infanterie de Lorraine)
- 1 escadron du 5e régiment de hussards
- 14e régiment d'artillerie de campagne de réserve (8 batteries)

#### 1917
- 27e brigade d'infanterie de réserve

16e régiment d'infanterie de réserve
53e régiment d'infanterie de réserve
159e régiment d'infanterie (8e régiment d'infanterie de Lorraine)
- 1 escadron du 5e régiment de hussards
- 103e commandement divisionnaire d'artillerie

14e régiment d'artillerie de campagne de réserve (9 batteries)
- 314e bataillon de pionniers

#### 1918
- 27e brigade d'infanterie de réserve

16e régiment d'infanterie de réserve
53e régiment d'infanterie de réserve
159e régiment d'infanterie (8e régiment d'infanterie de Lorraine)
- 1 escadron du 5e régiment de hussards
- 103e commandement divisionnaire d'artillerie

14e régiment d'artillerie de campagne de réserve (9 batteries)
1er bataillon du 16e régiment d'artillerie à pied (1re, 2e et 4e batteries)
- 314e bataillon de pionniers

### Historique
Au déclenchement de la Première Guerre mondiale, la 14e division de réserve forme avec la 13e division de réserve le VIIe corps d'armée de réserve rattaché à la IIe armée allemande.

#### 1914
- 2 - 16 août : concentration de la division, le 39e régiment de fusiliers est engagé dans le siège de Liège et rejoint ensuite la division[1].
- 16 - 25 août : entrée en Belgique, la division est engagée dans le siège de Namur.
- 25 août - 8 septembre : progression vers le sud, à partir du 28 août, engagée dans le siège de Maubeuge[1].
- 9 - 13 septembre : après la reddition de Maubeuge, la division est dirigée vers le sud et atteint l'Aisne.
- 13 - 28 septembre : engagée dans la bataille de l'Aisne, occupation d'un secteur vers Cerny-en-Laonnois.

#### 1915
- 29 septembre 1914 - 1er novembre 1915 : occupation d'un secteur le long de l'Aisne, entre Cerny-en-Laonnois et Craonne. Au mois de mars 1915, le 39e régiment de fusiliers est transféré à la 50e division d'infanterie nouvellement créée[1].
- 2 novembre - 20 décembre : retrait du front, transport par V.F. dans la région de Charleroi ; mise en réserve de l'OHL.
- 20 décembre 1915 - 20 février 1916 : transport par V.F. vers Verdun dans le secteur de Romagne-sous-les-Côtes, travaux préparatoires en vue de l'offensive sur Verdun dans la région de Damvillers.

#### 1916
- 21 février - 22 décembre : engagée dans la bataille de Verdun.

février : attaque sur Samogneux, cote du Poivre, cote de Talou et Vacherauville.
février - décembre : occupation d'un secteur sur la rive droite de la Meuse entre Champneuville et la cote du Poivre.
15 décembre : impliquée dans la contre-attaque française à l'ouest de Douaumont, la division déplore des pertes importantes.
15 - 22 décembre : repli, occupation d'un secteur sur la cote 344.
- 22 décembre 1916 - 1er janvier 1917 : retrait du front, transport par V.F. en Champagne, réorganisation de la division.

#### 1917
- 1er janvier - 22 octobre : mouvement vers le front, la division occupe un secteur calme au nord de Prunay. Au cours du mois de mai, plusieurs éléments de la division sont envoyés en renfort pour soutenir les divisions allemandes attaquées dans les monts de Champagne.
- 22 octobre 1917 - 15 février 1918 : retrait du front, transport par V.F. vers Cerny-en-Laonnois. Mouvement vers le front, la division s'intercale entre la 10e et la 27e division d'infanterie dans le secteur de Bassoles-Aulers et de Fresnes près de la forêt de Coucy[1].

#### 1918
- 15 février - 16 mars : retrait du front, repos et instruction dans la région de Saint-Gobain, puis de Laon.
- 17 mars - 6 avril : mouvement vers le front, engagée dans l'opération Michael.
- 6 avril - 29 mai : occupation d'un secteur vers Champs.
- 29 mai - 10 juin : mouvement de rocade, engagée dans la bataille de l'Aisne dans le secteur de Vierzy.
- 10 juin - 8 juillet : retrait du front, repos dans la région de Fère-en-Tardenois.
- 8 - 20 juillet : relève de la 47e division de réserve[2] dans le secteur de Chavigny ; engagée à partir du 18 juillet dans la bataille du Soissonnais, la division est contrainte de se replier avec de lourdes pertes[n 1].
- 20 juillet - 22 août : retrait du front, transport par V.F. dans la région de Mulhouse, repos et reconstitution.
- 22 - 24 août : transport par V.F. par Sarrebruck, Trèves, Herbesthal, Liège, Namur, Charleroi, Condé-sur-l'Escaut pour atteindre Tincourt-Boucly[2].
- 26 août - 9 septembre : mouvement vers le front et renforcement des lignes de défenses vers Thilloy, la division perd durant cette période 1 500 hommes faits prisonniers et de nombreux malades atteints par la grippe[2].
- 9 septembre - 9 octobre : retrait du front, mouvement par V.F. en Alsace ; repos dans la région d'Oltingue.
- 9 - 28 octobre : transport par V.F. dans les Ardennes, mouvement vers le front, la division occupe un secteur dans la région de Orfeuil.
- 28 octobre - 11 novembre : mouvement de rocade, la division est placée à l'est de Boult-aux-Bois pour s'opposer à la progression des troupes américaines. Après la signature de l'armistice, la division est transférée en Allemagne où elle est dissoute au cours de l'année 1919.

## Chefs de corps
| Grade           | Nom                | Date                               |
| --------------- | ------------------ | ---------------------------------- |
| Generalleutnant | Wolfgang von Unger | 2 août 1914 - 27 janvier 1915      |
| Generalleutnant | Ernst Wagner       | 28 janvier - 19 mars 1915          |
| Generalleutnant | Robert Loeb (de)   | 20 mars 1915 - 30 septembre 1918   |
| Generalleutnant | Thilo von Hanstein | 1er octobre 1918 - 12 janvier 1919 |